# Секујениј Ној (Њамц)
Секујениј Ној (рум. Secuienii Noi) насеље је у Румунији у округу Њамц у општини Секујени. Oпштина се налази на надморској висини од 177 m.

## Становништво
Према подацима из 2002. године у насељу је живело 277 становника, од којих су сви румунске националности.